# Kościół św. Józefa w Lubiatowie
Kościół pw. św. Józefa w Lubiatowie – katolicki kościół filialny znajdujący się w Lubiatowie (gmina Drezdenko).

## Historia
Świątynia pochodzi prawdopodobnie z 1736 i została pierwotnie zbudowana dla luteran, którzy w tym czasie, w liczbie około stu osób, zamieszkiwali wieś (katolików wówczas w osadzie nie było). Początkowo w Lubiatowie mieściła się protestancka parafia, którą później przeniesiono do Goszczanowa. 
19 marca 1946 świątynię przejęli katolicy - był filią parafii w Trzebiczu, obsługiwaną przez kanoników laterańskich. W 1994 biskup Adam Dyczkowski erygował nową parafię w Rąpinie, do której włączono lubiatowski kościół, jako filię.

## Architektura
Świątynia powstała w technice szachulcowej. Kryta jest dachem naczółkowym. W XIX wieku dobudowano prospekt organowy, a obok kościoła posadowiono otwartą dzwonnicę w formie kozła. W początku lat 80. XX wieku dodano zakrystię oraz kruchtę (wcześniej remont przeprowadzono w latach 1958-1959). Elewacja od strony kruchty pokryta jest wtórnie cegłą. Elewacje boczne zachowały pierwotny układ otworów okiennych, jednak zastosowano w nich nową stolarkę z witrażami. 

## Wyposażenie
Wewnątrz zachowany jest XVIII-wieczny ołtarz. Poza tym wnętrze jest poważnie przekształcone (np. dodano podest w prezbiterium, zalano betonem oryginalną posadzkę, strop obito płytą pilśniową). Ściany zdobiły powojenne malowidła ludowe z 1985, potem zamalowane. Obok kościoła stoi współczesny krzyż misyjny oraz figura Matki Bożej na cokole.

## Galeria

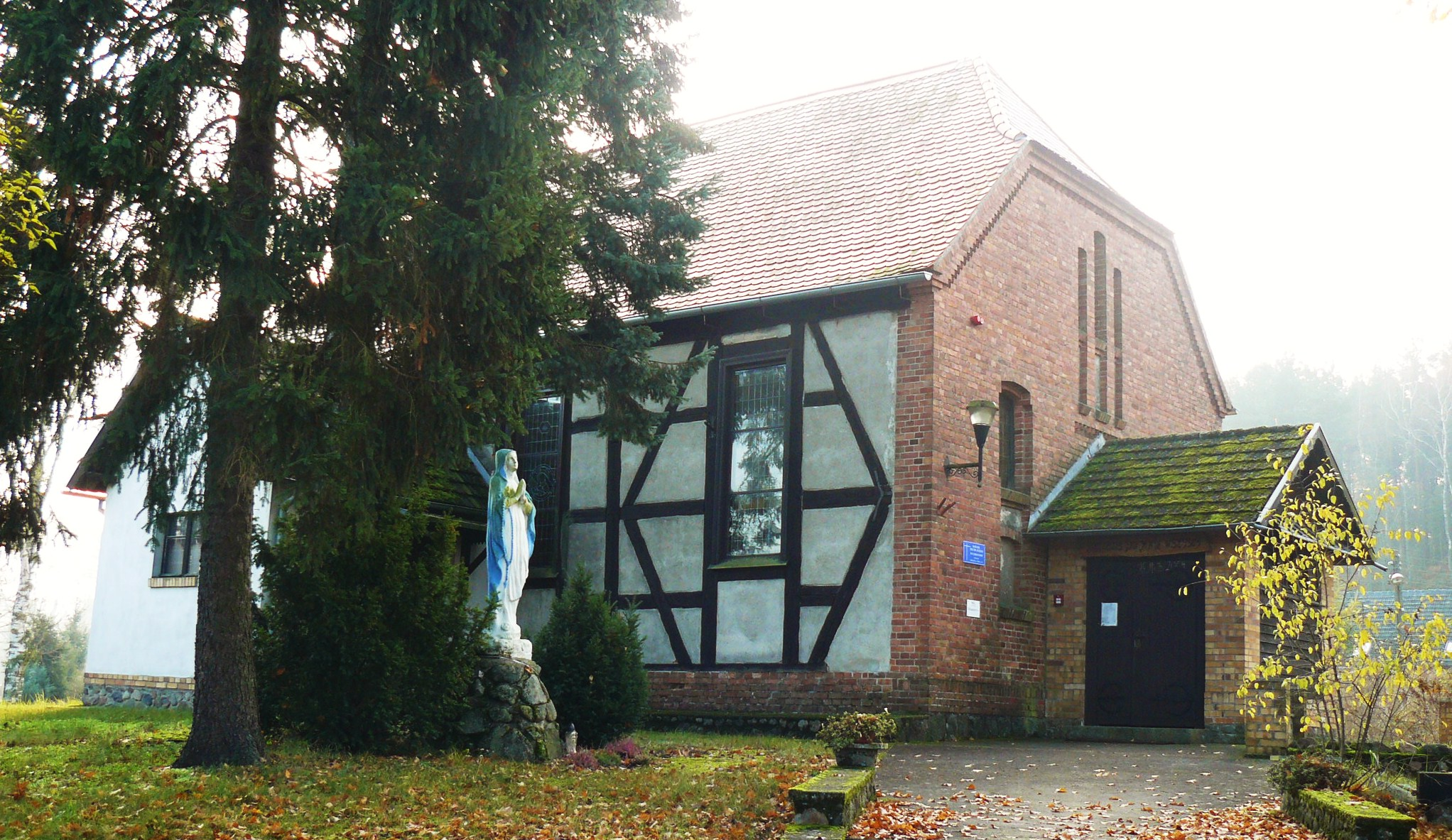
Kruchta i figura
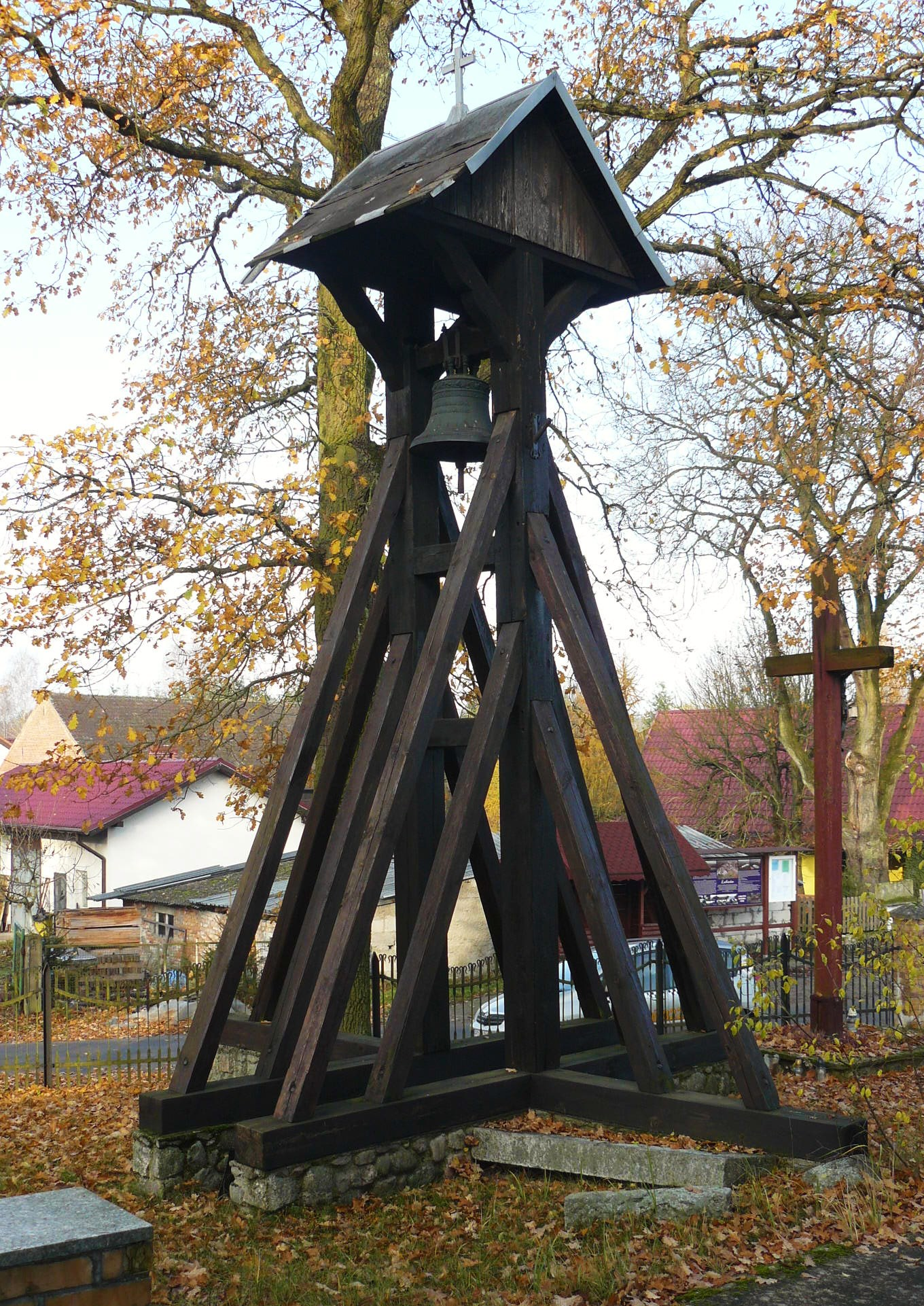
Dzwonnica
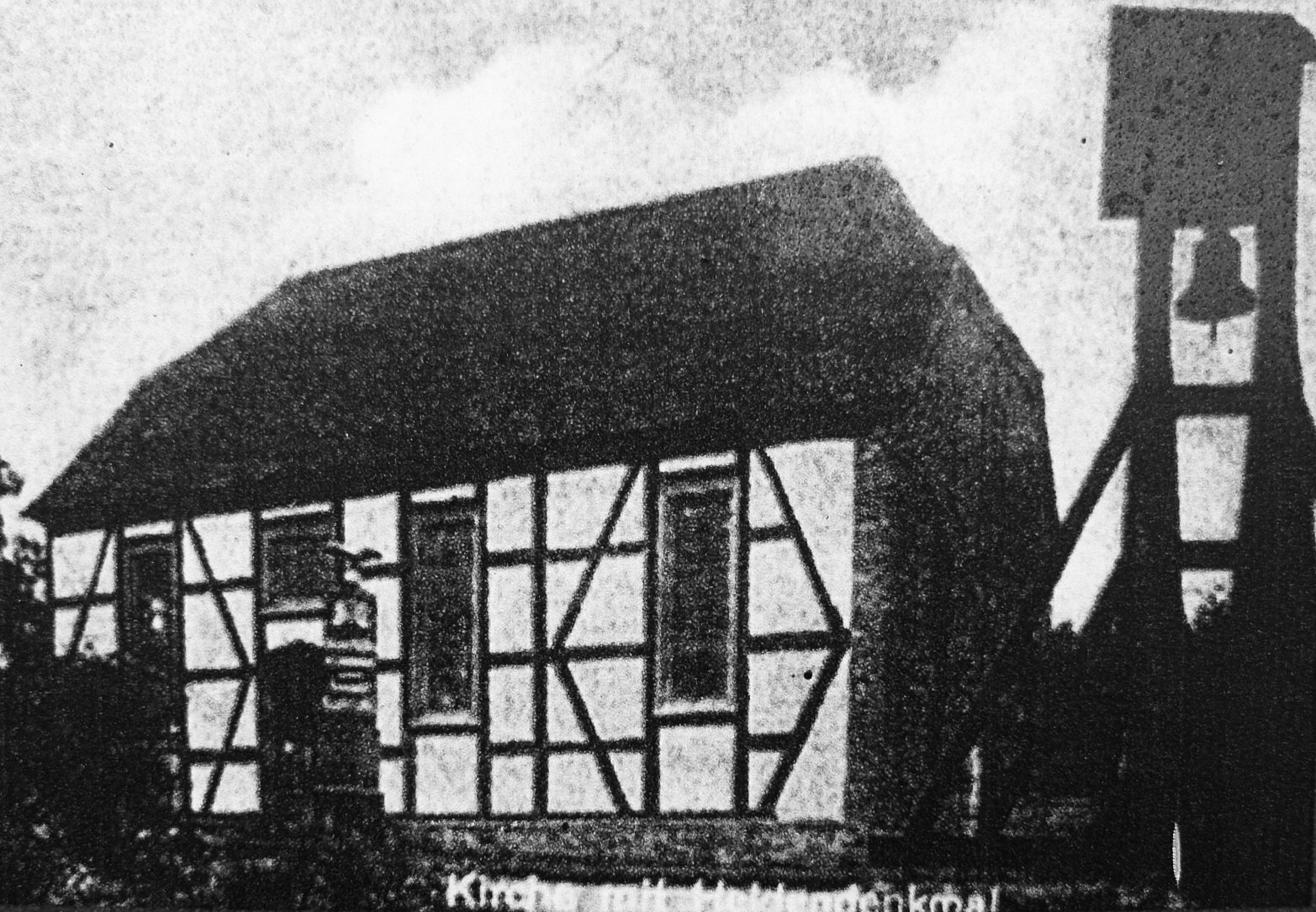
Widok sprzed 1939